# Psychotria xanthochlora
Psychotria xanthochlora là một loài thực vật có hoa trong họ Thiến thảo. Loài này được K.Schum. miêu tả khoa học đầu tiên năm 1898.